# Tour der British Lions nach Neuseeland und Australien 1930
| Tour der British Lions nach Neuseeland und Australien 1930 | Tour der British Lions nach Neuseeland und Australien 1930 | Tour der British Lions nach Neuseeland und Australien 1930 | Tour der British Lions nach Neuseeland und Australien 1930 | Tour der British Lions nach Neuseeland und Australien 1930 |
| Übersicht                                                  | S                                                          | G                                                          | U                                                          | N                                                          |
| ---------------------------------------------------------- | ---------------------------------------------------------- | ---------------------------------------------------------- | ---------------------------------------------------------- | ---------------------------------------------------------- |
| Test Matches                                               | 05                                                         | 02                                                         | 0                                                          | 3                                                          |
| Sonstige Spiele                                            | 24                                                         | 19                                                         | 0                                                          | 5                                                          |
| Gesamt                                                     | 29                                                         | 21                                                         | 0                                                          | 8                                                          |
|                                                            |                                                            |                                                            |                                                            |                                                            |
| Australien                                                 | 01                                                         | 01                                                         | 0                                                          | 0                                                          |
| Neuseeland                                                 | 04                                                         | 01                                                         | 0                                                          | 3                                                          |

Die Tour der British Lions nach Neuseeland und Australien 1930 war eine Rugby-Union-Tour der damals noch inoffiziell als British Lions bezeichneten Auswahlmannschaft (heute British and Irish Lions). Sie reiste von Mai bis August 1930 durch Neuseeland und Australien. Während dieser Zeit bestritten die Lions 29 Spiele, davon 21 in Neuseeland, sieben in Australien und eines auf der Rückreise in Ceylon. Es standen vier Test Matches gegen die neuseeländische Nationalmannschaft und ein Test Match gegen die australische Nationalmannschaft auf dem Programm. Dabei gelang ein Sieg gegen die All Blacks aus Neuseeland.

## Ereignisse
Diese Tour war die insgesamt zwölfte einer Auswahlmannschaft von den britischen Inseln und die fünfte nach Ozeanien. Sie gilt als die erste, bei der ein britisches Team allgemein als Lions bekannt war, nachdem dieser Spitzname erstmals von Journalisten während der Südafrika-Tournee von 1924 verwendet worden war.

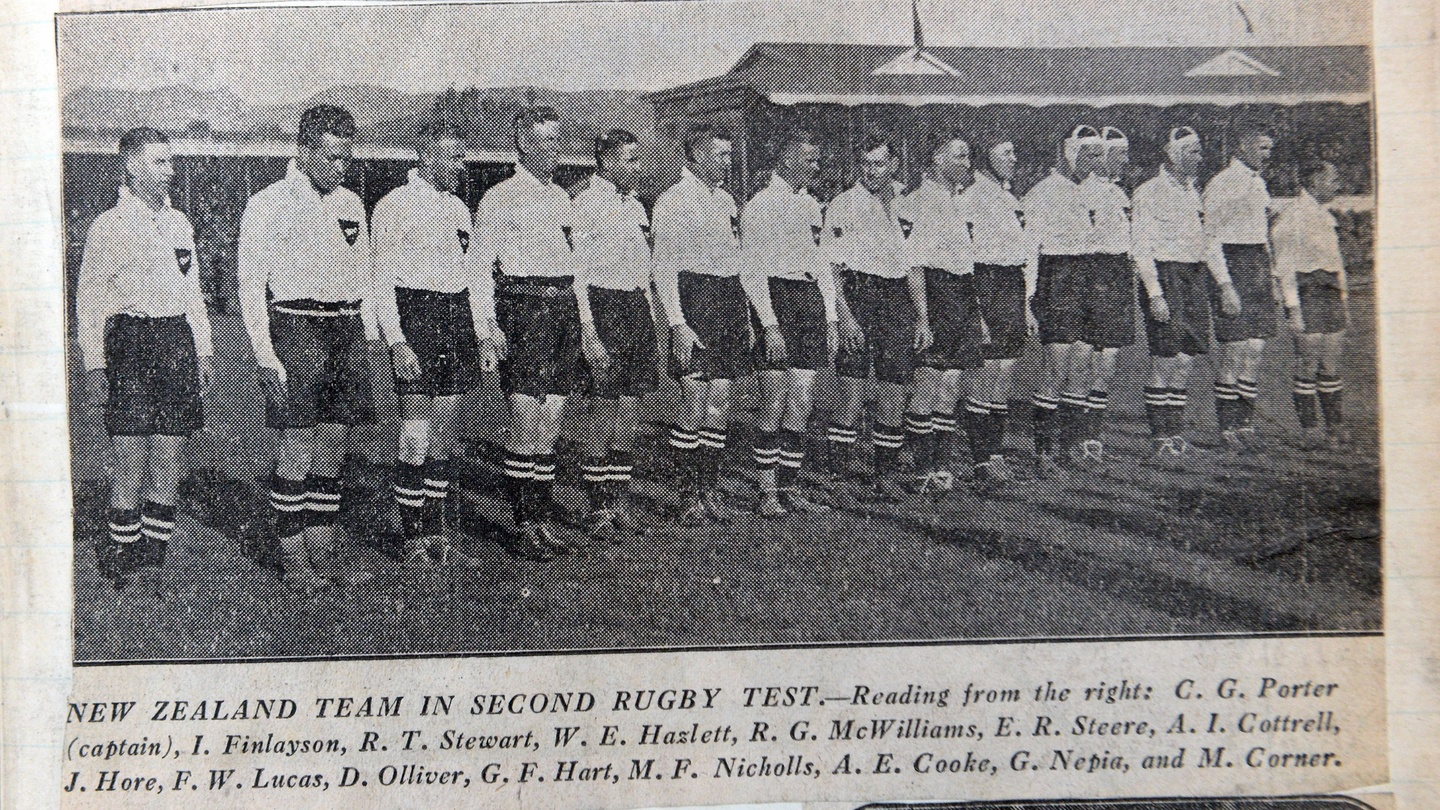
Die All Black in ungewohnten weißen Trikots

Wie schon bei früheren Reisen war es für die Verantwortlichen schwierig, die endgültige Mannschaft zusammenzustellen. Tourmanager James Baxter sprach ungefähr hundert Spieler an, bevor er die 29 auswählen konnte, die schließlich mitfuhren. Zu den herausragenden Spielern der Lions gehörten Roger Spong, Harry Bowcott und Jack Bassett, während Ivor Jones im Gedränge beeindruckte und im ersten Spiel gegen Neuseeland einen denkwürdigen Versuch vorbereitete, der den Lions ihren einzigen Sieg in einem Test Match bescherte.
Das in Blau gehaltene Trikot der Lions sorgte in Neuseeland für einige Kontroversen. Im Rugby ist es üblich, dass die Heimmannschaft den Gästen entgegenkommt, wenn die Farben zu ähnlich sind. Die neuseeländische Mannschaft, die zu diesem Zeitpunkt bereits als All Blacks bekannt war, trug ein schwarzes Trikot, das schlecht zum dunklen Blau der Lions passte. Nach langem Zögern und vielen Diskussionen stimmte der neuseeländische Verband einer Änderung für die Test Matches zu, und die All Blacks spielten zum ersten Mal ganz in Weiß. Während dieser Tour drückten einige Spieler um den irischen Zweite-Reihe-Stürmer George Beamish ihren Unmut darüber aus, dass zwar das Blau von Schottland, das Weiß von England und das Rot von Wales vertreten waren, aber nicht das Grün von Irland. Erst seit 1950 ist der grüne Farbakzent bei den Socken fester Bestandteil der Spielkleidung.
Auf der Rückreise nach Großbritannien legte die Mannschaft einen Zwischenhalt in Ceylon, dem heutigen Sri Lanka, ein und gewann ein nicht als Test Match gewertetes Länderspiel gegen die nationale Auswahl überlegen.

## Spielplan
- Hintergrundfarbe grün = Sieg
- Hintergrundfarbe rot = Niederlage

(Test Matches sind grau unterlegt; Ergebnisse aus der Sicht der Lions)

### Spiele in Neuseeland
| #  | Datum           | Gegner                                             | Ort              | Stadion            | Ergebnis |
| -- | --------------- | -------------------------------------------------- | ---------------- | ------------------ | -------- |
| 01 | 21. Mai 1930    | Whanganui Rugby Football Union                     | Wanganui         |                    | 19:3     |
| 02 | 24. Mai 1930    | Taranaki Rugby Football Union                      | New Plymouth     |                    | 23:7     |
| 03 | 28. Mai 1930    | Manawhenua Rugby Union                             | Palmerston North |                    | 34:8     |
| 04 | 31. Mai 1930    | Bush & Wairarapa Rugby Football Union              | Masterton        |                    | 19:6     |
| 05 | 03. Juni 1930   | Wellington Rugby Football Union                    | Wellington       | Athletic Park      | 8:12     |
| 06 | 07. Juni 1930   | Canterbury Rugby Football Union                    | Christchurch     | Lancaster Park     | 8:14     |
| 07 | 11. Juni 1930   | West Coast & Buller Rugby Football Union           | Invercargill     | Rugby Park Stadium | 34:11    |
| 08 | 14. Juni 1930   | Otago Rugby Football Union                         | Dunedin          | Carisbrook         | 33:9     |
| 09 | 21. Juni 1930   | Neuseeland                                         | Dunedin          | Carisbrook         | 6:3      |
| 10 | 25. Juni 1930   | Southland Rugby Football Union                     | Invercargill     | Rugby Park Stadium | 9:3      |
| 11 | 28. Juni 1930   | Ashburton & South Canterbury & North Otago         | Timaru           |                    | 16:9     |
| 12 | 05. Juli 1930   | Neuseeland                                         | Christchurch     | Lancaster Park     | 10:13    |
| 13 | 09. Juli 1930   | New Zealand Māori                                  | Wellington       | Athletic Park      | 19:13    |
| 14 | 12. Juli 1930   | Hawke’s Bay Rugby Union                            | Napier           | McLean Park        | 14:3     |
| 15 | 16. Juli 1930   | Bay of Plenty & East Coast & Poverty Bay           | Gisborne         |                    | 25:11    |
| 16 | 19. Juli 1930   | Auckland Rugby Football Union                      | Auckland         | Eden Park          | 6:19     |
| 17 | 26. Juli 1930   | Neuseeland                                         | Auckland         | Eden Park          | 10:15    |
| 18 | 30. Juli 1930   | North Auckland Rugby Union                         | Whangārei        |                    | 38:5     |
| 19 | 02. August 1930 | King Country & Thames Valley & Waikato Rugby Union | Hamilton         |                    | 40:16    |
| 20 | 09. August 1930 | Neuseeland                                         | Wellington       | Athletic Park      | 8:22     |
| 21 | 12. August 1930 | Golden Bay-Motueka & Marlborough & Nelson          | Blenheim         |                    | 41:3     |

### Spiele in Australien
| #  | Datum              | Gegner                        | Ort       | Stadion               | Ergebnis |
| -- | ------------------ | ----------------------------- | --------- | --------------------- | -------- |
| 22 | 23. August 1930    | New South Wales Waratahs      | Sydney    | Sydney Cricket Ground | 29:10    |
| 23 | 30. August 1930    | Australien                    | Sydney    | Sydney Cricket Ground | 5:6      |
| 24 | 03. September 1930 | Queensland Reds               | Brisbane  | Exhibition Ground     | 26:16    |
| 25 | 06. September 1930 | Australia A                   | Brisbane  | Exhibition Ground     | 29:14    |
| 26 | 10. September 1930 | New South Wales Waratahs      | Sydney    | Sydney Cricket Ground | 3:28     |
| 27 | 13. August 1930    | Victorian Rugby Union         | Melbourne |                       | 41:36    |
| 28 | 22. August 1930    | Western Australia Rugby Union | Perth     |                       | 71:3     |

### Spiel in Ceylon
| #  | Datum            | Gegner | Ort     | Stadion               | Ergebnis |
| -- | ---------------- | ------ | ------- | --------------------- | -------- |
| 29 | 01. Oktober 1930 | Ceylon | Colombo | Ceylonese RFC Grounds | 45:0     |

## Test Matches
| 21. Juni 1930 | Neuseeland     | 3 : 6         | British Lions          | Carisbrook, Dunedin Zuschauer: 27.000 Schiedsrichter: Samuel Hollander (Neuseeland) |
| 21. Juni 1930 | Versuche: Hart | (0:3) Bericht | Versuche: Morley Reeve | Carisbrook, Dunedin Zuschauer: 27.000 Schiedsrichter: Samuel Hollander (Neuseeland) |

Aufstellungen:
- Neuseeland: Walter Batty, Albert Cooke, Anthony Cottrell, Innes Finlayson, George Hart, William Hazlett, William Irvine, Herbert Lilburne, Fred Lucas, Reuben McWilliams, Jimmy Mill, George Nepia, Donald Oliver, Clifford Porter , Richard Steere
- Lions: Carl Aarvold , Jack Bassett, George Beamish, Brian Black, Harry Bowcott, Jimmy Farrell, John Hodgson, Ivor Jones, Jack Morley, Paul Murray, Henry O’Neill, Dai Parker, James Reeve, Henry Rew, Roger Spong

| 5. Juli 1930 | Neuseeland                                                           | 13 : 10       | British Lions                                  | Lancaster Park, Christchurch Zuschauer: 30.000 Schiedsrichter: Samuel Hollander (Neuseeland) |
| 5. Juli 1930 | Versuche: Hart Oliver Erhöhungen: Nicholls (2) Straftritte: Nicholls | (8:5) Bericht | Versuche: Aarvold (2) Erhöhungen: Prentice (2) | Lancaster Park, Christchurch Zuschauer: 30.000 Schiedsrichter: Samuel Hollander (Neuseeland) |

Aufstellungen:
- Neuseeland: Albert Cooke, Mervyn Corner, Anthony Cottrell, Innes Finlayson, George Hart, William Hazlett, Jack Hore, Fred Lucas, Reuben McWilliams, George Nepia, Mark Nicholls, Donald Oliver, Clifford Porter , Richard Steere, Ronald Stewart
- Lions: Carl Aarvold , Jack Bassett, George Beamish, Brian Black, Harry Bowcott, Jimmy Farrell, Ivor Jones, Jack Morley, Paul Murray, Anthony Novis, Henry O’Neill, Dai Parker, Douglas Prentice, Henry Rew, Roger Spong

| 26. Juli 1930 | Neuseeland                                                        | 15 : 10       | British Lions                                     | Eden Park, Auckland Zuschauer: 40.000 Schiedsrichter: Samuel Hollander (Neuseeland) |
| 26. Juli 1930 | Versuche: Lucas McLean (2) Erhöhungen: Strang Dropgoals: Nicholls | (5:5) Bericht | Versuche: Aarvold Bowcott Erhöhungen: Black Jones | Eden Park, Auckland Zuschauer: 40.000 Schiedsrichter: Samuel Hollander (Neuseeland) |

Aufstellungen:
- Neuseeland: Walter Batty, Albert Cooke, Mervyn Corner, Anthony Cottrell, George Hart, William Hazlett, Jack Hore, Fred Lucas, Hugh McLean, Reuben McWilliams, Mark Nicholls, George Nepia, Clifford Porter , Richard Steere, Archibald Strang
- Lions: Carl Aarvold , Jack Bassett, George Beamish, Brian Black, Harry Bowcott, Jimmy Farrell, John Hodgson, Ivor Jones, Jack Morley, Henry O’Neill, Dai Parker, Howard Poole, Reeve, Henry Rew, Roger Spong

| 9. August 1930 | Neuseeland                                                         | 22 : 8        | British Lions                                         | Eden Park, Auckland Zuschauer: 40.000 Schiedsrichter: Frank Sutherland (Neuseeland) |
| 9. August 1930 | Versuche: Batty Cooke (2) Porter (2) Strang Erhöhungen: Strang (2) | (6:3) Bericht | Versuche: Novis Erhöhungen: Black Straftritte: Parker | Eden Park, Auckland Zuschauer: 40.000 Schiedsrichter: Frank Sutherland (Neuseeland) |

Aufstellungen:
- Neuseeland: Walter Batty, Albert Cooke, Anthony Cottrell, Mervyn Corner, George Hart, William Hazlett, Jack Hore, Herbert Lilburne, Fred Lucas, Hugh McLean, Reuben McWilliams, George Nepia, Clifford Porter , Richard Steere, Archibald Strang
- Lions: Carl Aarvold , Jack Bassett, George Beamish, Brian Black, Harry Bowcott, Jimmy Farrell, Ivor Jones, Paul Murray, Anthony Novis, Henry O’Neill, Dai Parker, Reeve, Henry Rew, Roger Spong, William Welsh

| 30. August 1930 | Australien               | 6 : 5         | British Lions                        | Sydney Cricket Ground, Sydney Zuschauer: 30.712 Schiedsrichter: Roy Cooney (Australien) |
| 30. August 1930 | Versuche: Malcolm McGhie | (3:0) Bericht | Versuche: Novis Erhöhungen: Prentice | Sydney Cricket Ground, Sydney Zuschauer: 30.712 Schiedsrichter: Roy Cooney (Australien) |

Aufstellungen:
- Australien: Edward Bonis, Wylie Breckenridge, Bill Cerutti, Owen Crossman, Arthur Finlay, Jack Ford, Sydney King, Tommy Lawton , Sydney Malcolm, Gordon McGhie, Leonard Palfreyman, Alec Ross, Geoffrey Storey, Edward Thompson, Cyril Towers
- Lions: Carl Aarvold , Jack Bassett, George Beamish, Brian Black, Harry Bowcott, Jimmy Farrell, Ivor Jones, Samuel Martindale, Paul Murray, Anthony Novis, Henry O’Neill, Dai Parker, Douglas Prentice , Reeve, Roger Spong

## Kader

### Management
- Tourmanager: James Baxter
- Kapitän: Douglas Prentice

### Spieler
| Spieler            | Position         | Mannschaft                |
| ------------------ | ---------------- | ------------------------- |
| Thomas Knowles     | Halbspieler      | Birkenhead Park FC        |
| Howard Poole       | Halbspieler      | Cardiff RFC               |
| Wilfred Sobey      | Halbspieler      | Old Millhillians          |
| Roger Spong        | Halbspieler      | Old Millhillians          |
| Carl Aarvold       | Dreiviertelreihe | Cambridge University RUFC |
| Harry Bowcott      | Dreiviertelreihe | Cambridge University RUFC |
| Roy Jennings       | Dreiviertelreihe | Redruth RFC               |
| Tommy Jones-Davies | Dreiviertelreihe | London Welsh RFC          |
| Jack Morley        | Dreiviertelreihe | Newport RFC               |
| Paul Murray        | Dreiviertelreihe | Wanderers FC              |
| Tony Novis         | Dreiviertelreihe | Blackheath FC             |
| James Reeve        | Dreiviertelreihe | Harlequins                |
| Jack Bassett       | Schlussmann      | Penarth RFC               |
| Gordon Bonner      | Schlussmann      | Bradford & Bingley RFC    |

| Spieler           | Position | Mannschaft             |
| ----------------- | -------- | ---------------------- |
| George Beamish    | Stürmer  | Leicester Tigers       |
| Brian Black       | Stürmer  | Oxford University RFC  |
| Michael Dunne     | Stürmer  | Lansdowne FC           |
| Jimmy Farrell     | Stürmer  | Bective Rangers        |
| John Hodgson      | Stürmer  | Northern Football Club |
| H.C.S. Jones      | Stürmer  | Manchester RC          |
| Ivor Jones        | Stürmer  | Llanelli RFC           |
| Douglas Kendrew   | Stürmer  | Leicester Tigers       |
| Samuel Martindale | Stürmer  | Kendal RUFC            |
| Henry O’Neill     | Stürmer  | Queen’s University RFC |
| Dai Parker        | Stürmer  | Swansea RFC            |
| Douglas Prentice  | Stürmer  | Leicester Tigers       |
| Henry Rew         | Stürmer  | Blackheath FC          |
| William Welsh     | Stürmer  | Hawick RFC             |
| Harry Wilkinson   | Stürmer  | Halifax RUFC           |